# Mawangdui
Mawangdui – stanowisko archeologiczne położone ok. 3 km na wschód od Changsha, na którym odnaleziono trzy groby z epoki Wcześniejszej dynastii Han.
Groby z Mawangdui należały do markiza Dai, Li Canga (drugi grób, zm. 186 p.n.e.), jego konkubiny, Damy Dai (pierwszy grób, zm. po 168 p.n.e.), oraz ich syna (trzeci grób, zm. 169 p.n.e.). Li Cang był kanclerzem królestwa Changsha, położonego na południu Chin, i groby jego rodziny pozostają pod wpływem kultury dawnego królestwa Chu. W najlepszym stanie zachował się pierwszy grób, w którym odnaleziono ponad tysiąc czterysta przedmiotów wyposażenia grobowego, wykonanych z bambusa i laki, muzycznych instrumentów, ceramiki, jedwabiu i drewnianych figurek. Wewnętrzna trumna Damy Dai była przykryta jedwabną chorągwią z obrazem przedstawiającym sceny z życia pozagrobowego, który jest jednym z najwcześniejszych znanych przykładów chińskiego malarstwa na jedwabiu. Również tkaniny znalezione w Mawangdui, najwcześniejsze znane z okresu Han, są bardzo różnorodne i wyjątkowej jakości. Wyposażenie grobów drugiego i trzeciego nie było tak bogate, ani nie zachowało się w tak dobrym stanie. Drugi grób został poważnie splądrowany. W trzecim grobie znajdowało się pięćdziesiąt rękopisów i map na jedwabiu (boshu), które zawierają edycje starożytnych klasyków takich jak Yijing czy Daodejing oraz inne teksty dotyczące polityki, sztuki wojennej, astronomii, wróżbiarstwa, medycyny, odżywiania i fizjonomiki. Wiele z tych tekstów, szczególnie tych kojarzonych ze szkołą Huang-Lao, było wcześniej uważanych za bezpowrotnie stracone. Przedmioty znalezione w Mawangdui znajdują się obecnie w zbiorach Muzeum Prowincji Hunan.

## Opis znalezisk

### Charakterystyka ogólna

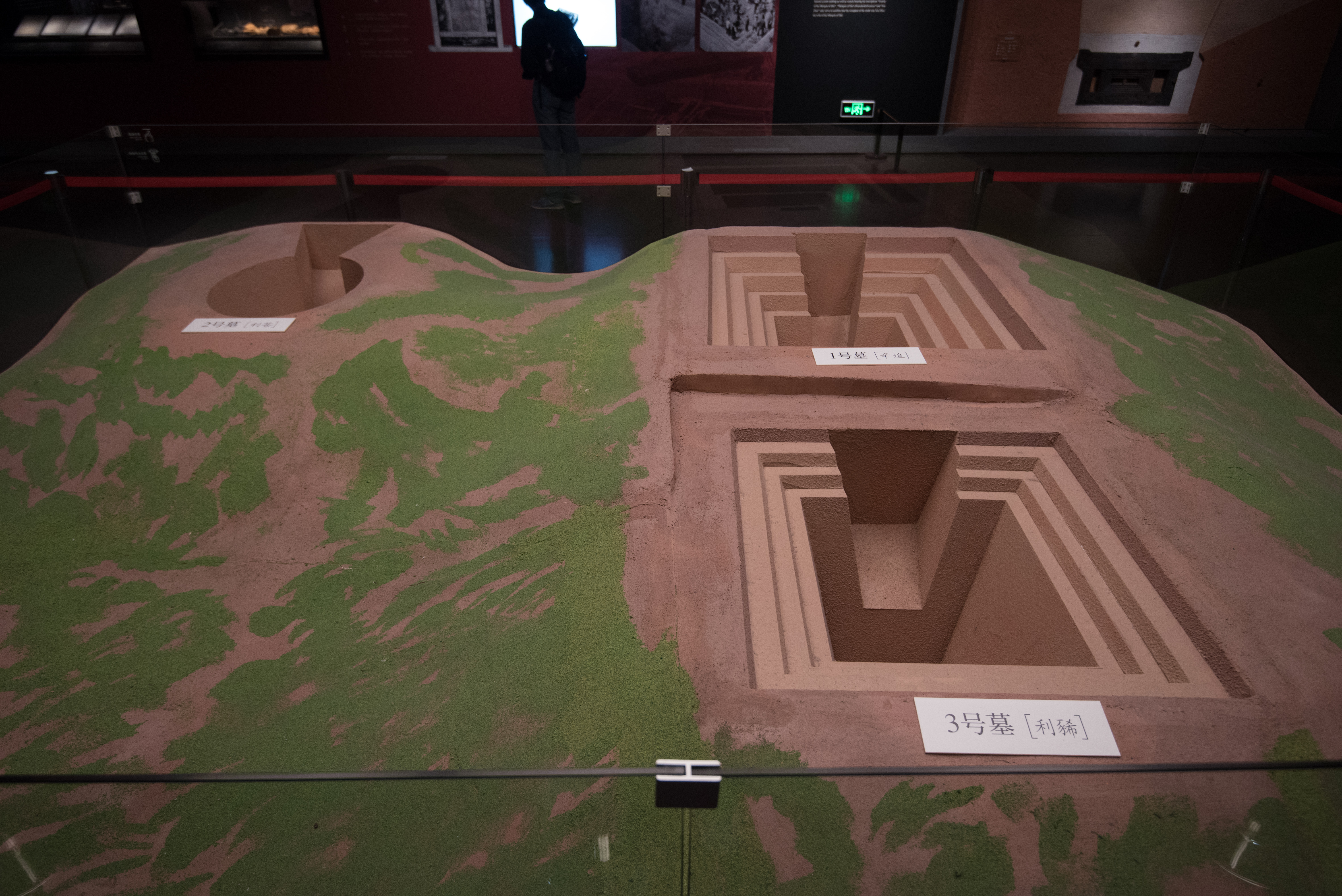
Model położenia grobów z Mawangdui

Trzy groby z Mawangdui należały do markiza (侯, hou) Dai, Li Canga (drugi grób, zm. 186 p.n.e.), jego konkubiny, Damy Dai, Xin Zhui (pierwszy grób, zm. po 168 p.n.e.), oraz ich syna (trzeci grób, zm. 169 p.n.e.), Li Xi. Li Cang, wspomniany w Shiji Sima Qiana, był kanclerzem królestwa (wang) Changsha, położonego na południu Chin. Groby jego rodziny pozostają pod wpływem kultury dawnego królestwa Chu.
Wszystkie trzy groby, odkopane w latach 1972–1974, były prostokątnymi jamami w ziemi, z rampą od strony północnej i dwoma dużymi kopcami na górze, każdy z nich po 40 metrów w obwodzie i 16 metrów wysokości. Od strony północnej do grobów prowadzą zstępujące w dół korytarze. Jamy były wypełnione węglem drzewnym i gipsem oraz zawierały drewnianą komorę, w której znajdowały się trzy lub cztery umieszczone jedna w drugiej trumny. Groby pierwszy i trzeci, dzielące ze sobą jeden z kopców, były dobrze zachowane, podczas gdy drugi grób został splądrowany. Konstrukcja grobów jako pionowych jam jest typowa dla regionu dawnego królestwa Chu i kontynuuje dawne tradycje okresu Zhou.

### Pierwszy grób

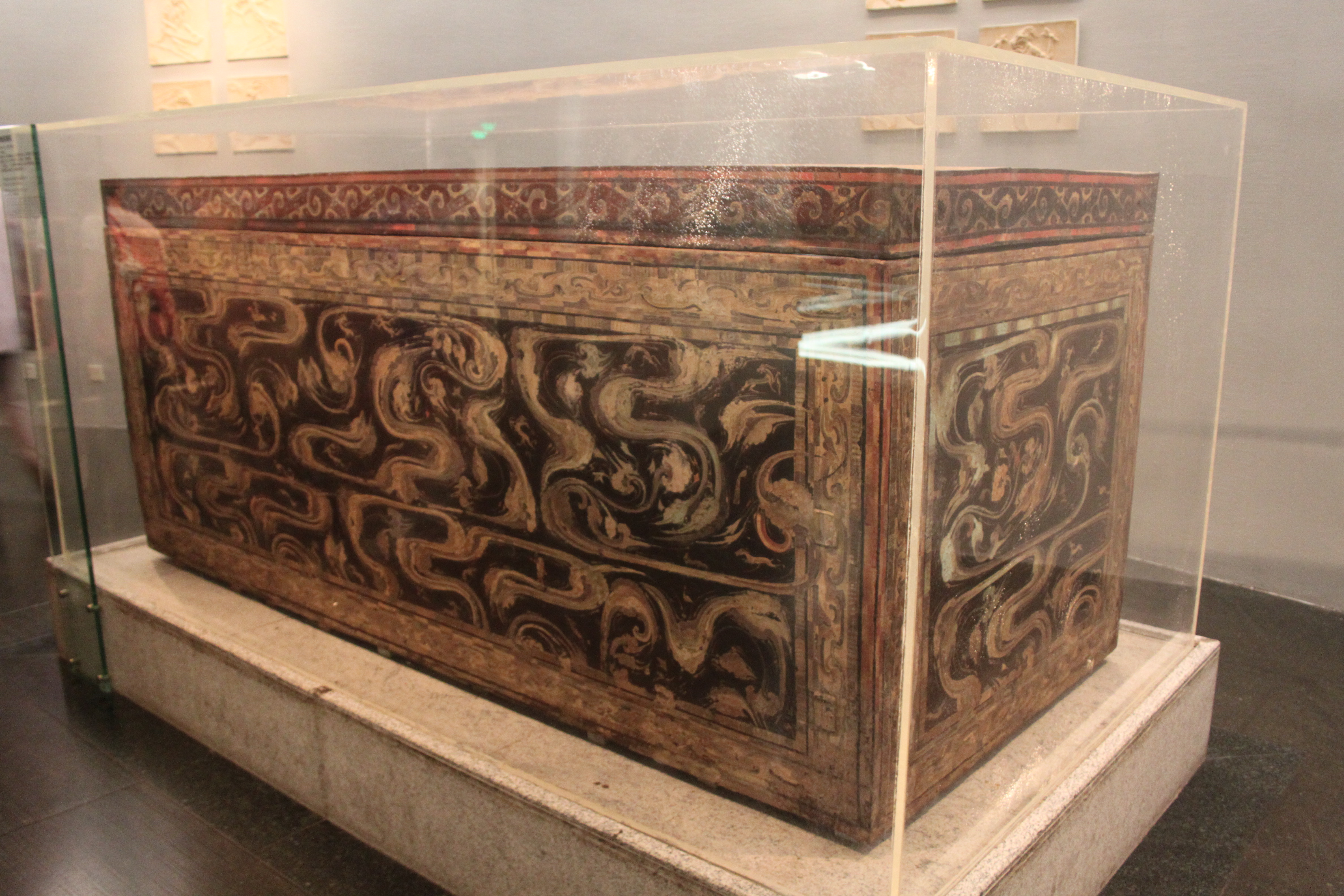
Druga trumna z pierwszego grobu

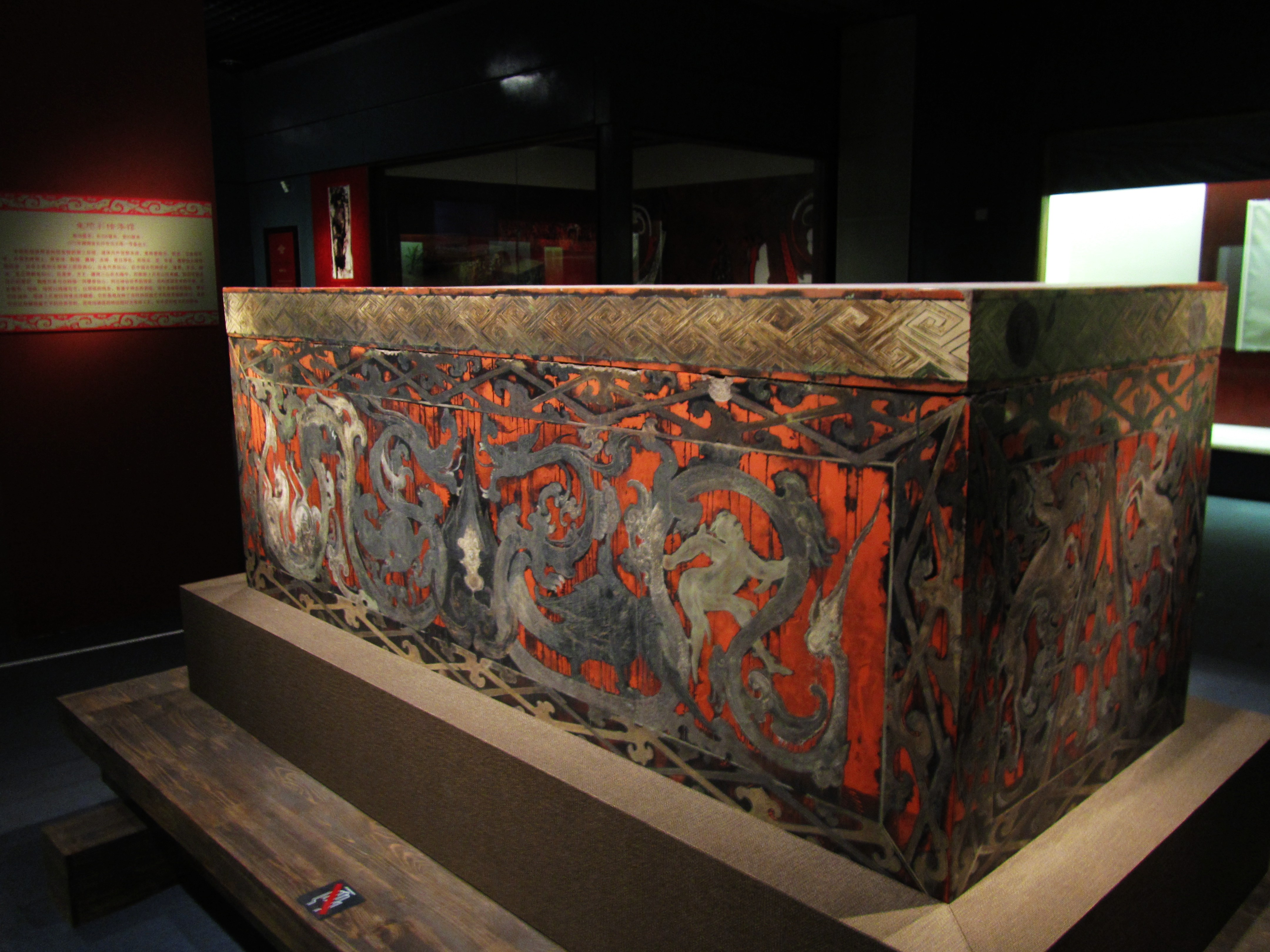
Trzecia trumna z pierwszego grobu

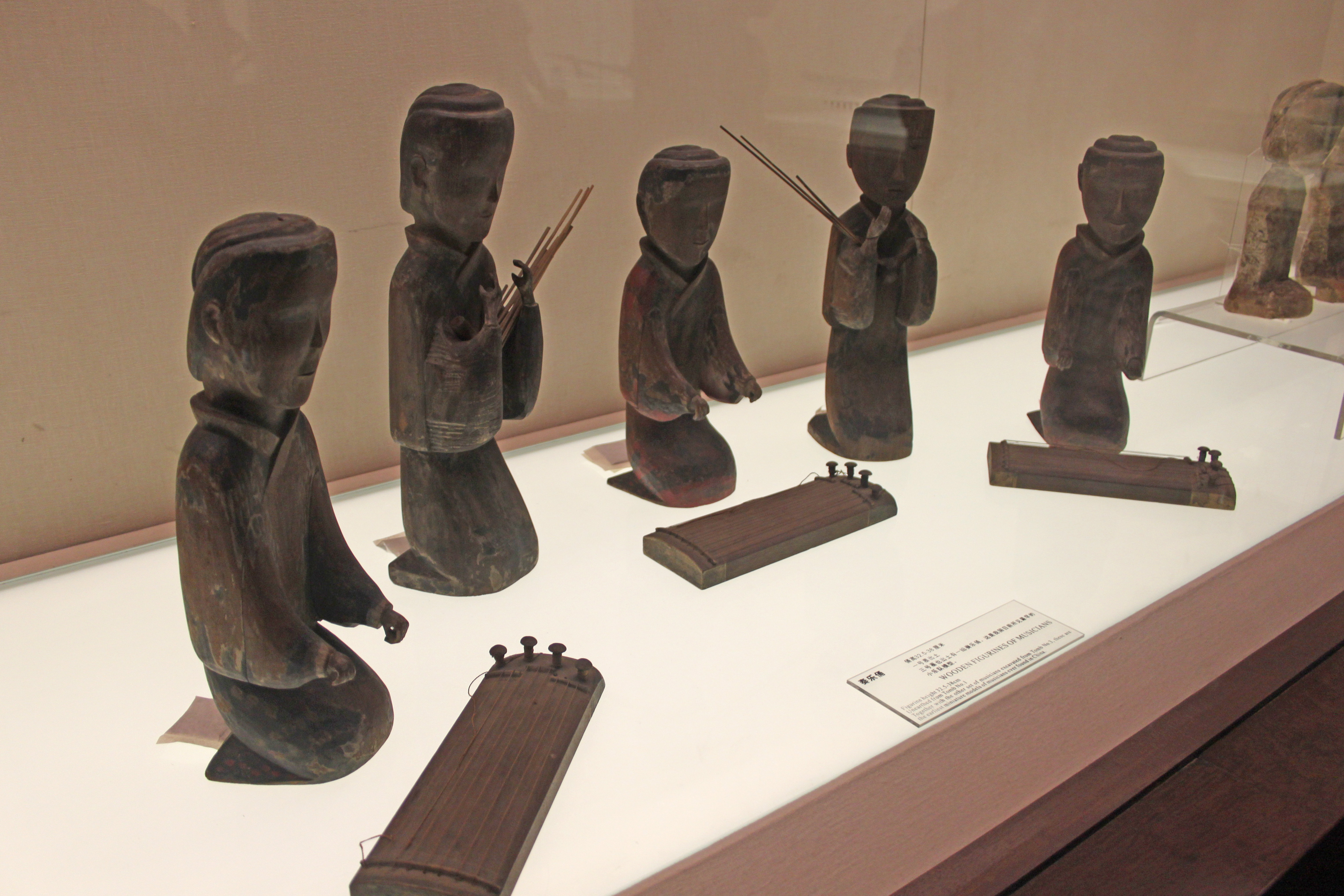
Figurki muzyków z pierwszego grobu

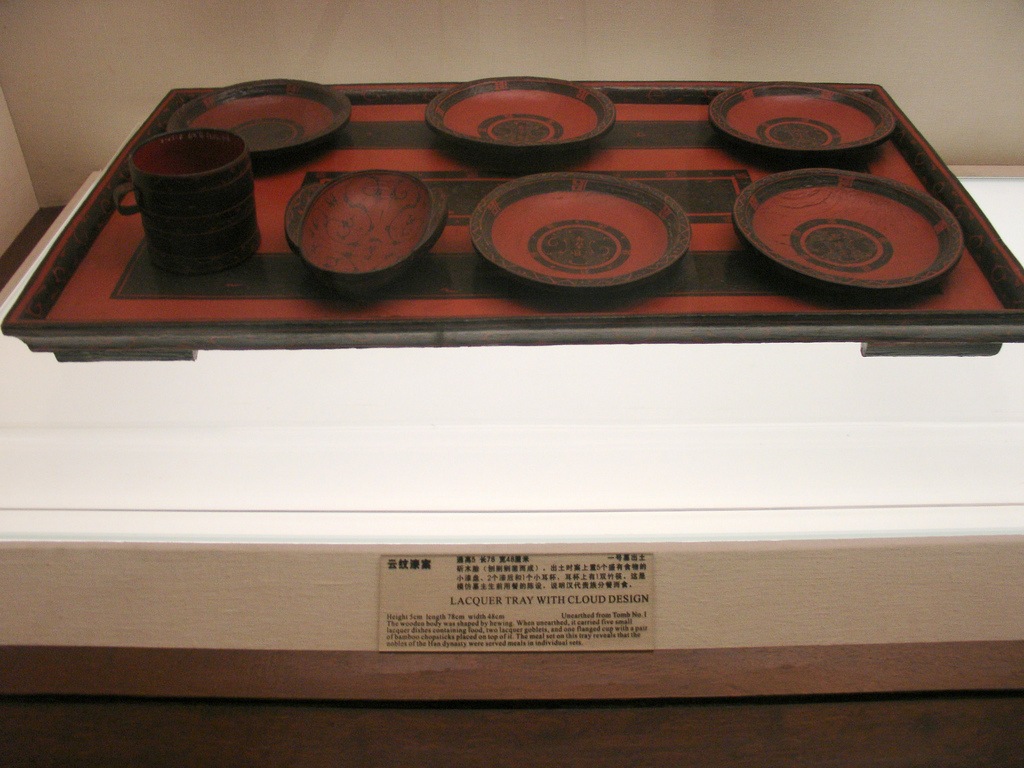
Taca i naczynia z laki z pierwszego grobu

Pierwszy grób był największy ze wszystkich trzech, mierząc 19,5 na 17,8 metrów, przy 16 metrach głębokości. Był on wypełniony ponad 5 tonami węgla drzewnego oraz zapieczętowany mającą metr do 1,3 metra warstwą białego kaolinitu, która to praktyka miała zapewnić stałą temperaturę i wilgotność podziemnego pomieszczenia, oraz zabezpieczyć je przed dostępem tlenu i bakterii, tak by ciało zmarłego i towarzyszące mu przedmioty mogły się zachować w dobrym stanie. Materiał organiczny znajdujący się w grobie był dobrze zachowany, a ciało Damy Dai (która zmarła w wieku lat ok. 50), ubrane w dwie szaty oraz owinięte w 18 warstw całunu znaleziono w dobrym stanie, przesiąknięte przezroczystym płynem z ostatniej z wewnętrznych trumien.
Najbardziej zewnętrzna z czterech kolejnych trumien była pomalowana czarną laką, kolorem śmierci i świata podziemnego. Wszystkie obrazy znajdujące się w tej trumnie były zatem przeznaczone nie dla zewnętrznego widza, ale dla zmarłego, zaś poświęcone były tematyce śmierci i powtórnych narodzin, ochrony w zaświatach i nieśmiertelności. Druga trumna także została pomalowana na czarno, ale na tym tle znajdują się stylizowane chmury, pomiędzy którymi wędrują opiekuńcze bóstwa i zwiastujące pomyślność zwierzęta. Na końcu trumny, tam gdzie znajdowała się głowa Xin Zhui, pojawia się drobna figura, a raczej jedynie górna część ciała kobiety, niewątpliwie samej Damy Dai, która miała wstąpić do tego nowego świata. Trzecia trumna była pokryta szkarłatem, kolorem nieśmiertelności, na którym to tle umieszczono boskie zwierzęta i skrzydlatych nieśmiertelnych, takich jak tygrysy, smoki czy szkarłatne ptaki okrążające górę Kunlun, będącą symbolem wiecznej szczęśliwości.
Ostatnia trumna była pokryta brokatem oraz przywiązana do sześciu lub siedmiu warstw jedwabnych wstęg. Trumnę przykryto jedwabną chorągwią o kształcie litery T, która ma 205 cm długości, i jest jednym z najwcześniejszych znanych przykładów chińskiego malarstwa na jedwabiu, pokrywa ją bowiem obraz przedstawiający wędrówkę zmarłej ze świata podziemnego do świata żyjących i osiągnięcie nieba. W jego dolnej części przedstawiony jest świat podziemny, w środkowej świat żyjących, gdzie widzimy członków rodziny opłakujących Damę Dai i jej portret, na górze zaś pokazane jest niebo. Obraz na chorągwi jest pierwszą w historii malarstwa chińskiego próbą oddania iluzji przestrzeni, przy czym w scenie na dole obrazu pojawia się perspektywa podporządkowana osi przebiegającej przez środek sceny, a podkreślonej zbiegającymi się skosami ornamentu umieszczonego nad sceną.
W czterech przedziałach komory grobowej znajdowało się ponad tysiąc czterysta przedmiotów wyposażenia grobowego, wykonanych z bambusa i laki, muzycznych instrumentów, ceramiki, jedwabiu i drewnianych figurek. Północny przedział, który miał jedwabne panele wiszące z jego czterech stron i podłogę wykładaną bambusowymi matami, był wyposażony w bambusowy wachlarz, ekran z laki, haftowaną poduszkę, buty, przedmioty z laki i drewniane figurki tancerek i służących. Pozostałe trzy przedziały zawierały ubrania, jedzenie i zioła w bambusowych pudełkach, pudełkach z laki i ceramicznych naczyniach, jak również przedmioty codziennego użytku, muzyczne instrumenty, drewniane figurki i inwentarz zawartości grobu sporządzony na bambusowych deseczkach.
Sto sześćdziesiąt dwie figurki ludzi różnego rozmiaru są szczególnie ważne dla poznania ówczesnego życia w regionie. Niektóre są pomalowane, a jedna jest ubrana w jedwab. W Mawangdui znaleziono wyłącznie lakę czarno-czerwoną, bardzo typową dla innych znalezisk z wczesnej epoki Han, i pokrytą wyłącznie ornamentami. Owalny kształt miseczek jest być może cechą lokalną, gdyż znajduje swe precedensy w podobnych przedmiotach, pochodzących z dawnego królestwa Chu. Niektóre przedmioty z laki powtarzają kształt rytualnych naczyń z brązu. Wobec 184 przedmiotów z laki, grób zawiera jedynie 59 naczyń ceramicznych, co niewątpliwie jest spowodowane faktem, iż wykwintna laka miała wskazywać na status społeczny zmarłego.
Tkaniny znalezione w Mawangdui, najwcześniejsze znane z okresu Han, są bardzo różnorodne i wyjątkowej jakości. Grób Damy Dai zawierał łącznie około pięćdziesiąt kompletnych strojów, około pięćdziesięciu sztuk jedwabiu różnej długości i szerokości oraz dwadzieścia innych przedmiotów wykonanych z tkanin, takich jak rękawiczki, buty, skarpety, firanki i jedwabne chustki. Z technicznego punktu widzenia tkaniny te reprezentują tafty, gazy, adamaszki i jedwabie. W sumie mamy do czynienia z ponad dwudziestoma różnymi kolorowymi jedwabiami z nadrukowanymi lub namalowanymi wzorami, prezentującymi znakomite tkactwo, drukarstwo i farbiarstwo. Zgodnie z raportem z wykopalisk jeden ze strojów z jedwabiu był „cienki jak skrzydła cykady” oraz „lekki jak mgła”. Ważył on jedynie 49 gramów, stanowiąc „niezwykły przykład zaawansowania techniki produkcji jedwabiu w Chinach wczesnej epoki Han”.

### Grób drugi i trzeci

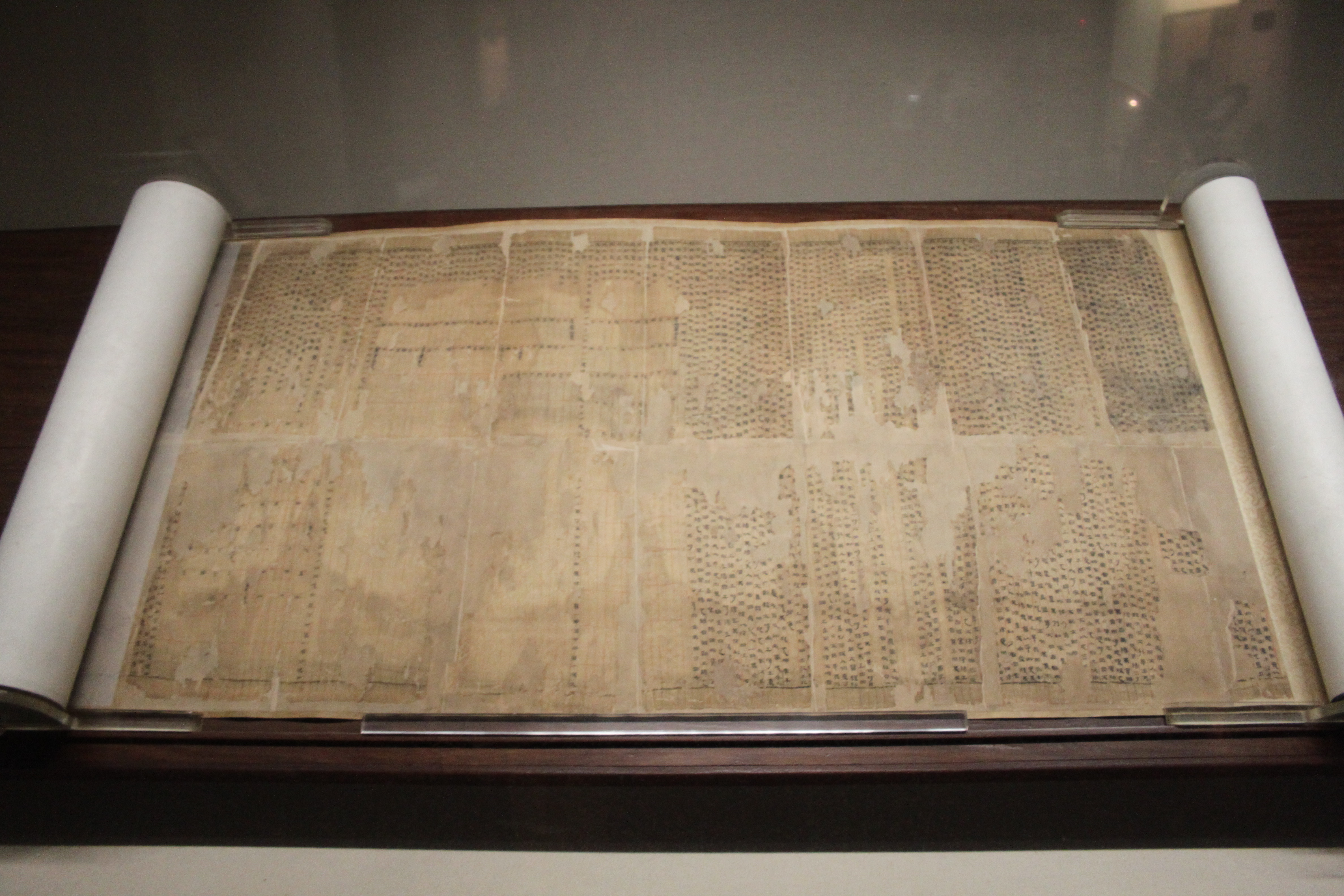
Traktat astronomiczny zapisany na jedwabiu znaleziony w trzecim grobie

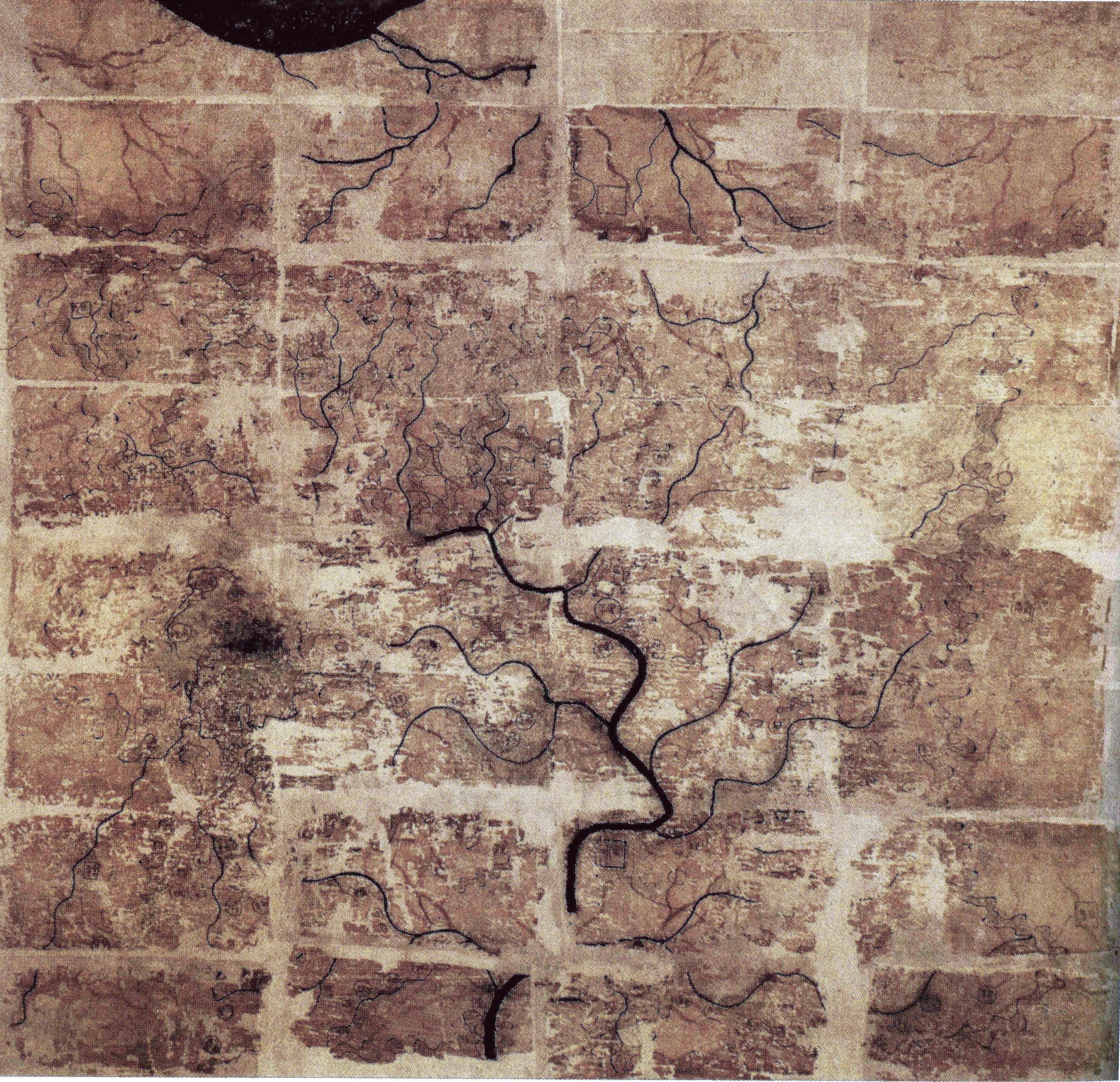
Mapa topograficzna z trzeciego grobu

Groby drugi i trzeci nie były tak dobrze uszczelnione jak pierwszy grób, zaś ich wyposażenie nie było ani tak bogate, ani nie zachowało się w tak dobrym stanie. Drugi grób został poważnie splądrowany. Trzeci grób mierzył 16,3 na 15,45 m, przy 10,3 metrach głębokości, przy czym był on wyposażony w drewnianą komorę i trzy umieszczone jedna w drugiej trumny, jedna mniej niż w przypadku Damy Dai, co wskazuje na niższą pozycję społeczną jej syna. Również na wewnętrznej trumnie Li Xi znajdowała się jedwabna chorągiew, przypominająca tą z trumny jego matki, ale ponadto w jego grobie odnaleziono dwa obrazy na jedwabiu wiszące na ścianach otaczających trumny i dwie drewniane figury na wieku drugiej trumny. Ponad tysiąc przedmiotów wyposażenia grobowego zostało rozmieszczonych w czterech przedziałach komory grobowej, których ułożenie było podobne do tego z pierwszego grobu: północny przedział przypominał salę audiencyjną, wschodni przestrzeń mieszkalną i biuro zaś dwa pozostałe magazyny i kuchnię.
To co odróżnia grób trzeci od pierwszego to odnalezienie w nim pięćdziesięciu rękopisów i map na jedwabiu (boshu), które zawierają edycje starożytnych klasyków takich jak Yijing czy Daodejing oraz inne teksty dotyczące polityki, sztuki wojennej, astronomii, wróżbiarstwa, medycyny, odżywiania i fizjonomiki. Wiele z tych tekstów, szczególnie tych kojarzonych ze szkołą Huang-Lao, było wcześniej uważanych za bezpowrotnie stracone. W sumie trzeci grób zawiera ponad dwadzieścia dzieł uważanych wcześniej za stracone, czasami już w epoce Późniejszej dynastii Han (25–220). Inne rękopisy zawierają m.in. ilustrowany traktat zawierający instrukcje wykonywania ćwiczeń gimnastycznych (Daoyin tu), jak również topograficzną mapę oraz mapę rozmieszczenia wojsk i fortyfikacji. Ponadto odnaleziono także tekst zapisany na ponad dwustu bambusowych deseczkach, w dwóch tomach, który omawia sztukę komnaty sypialnej (fangzhong shang) oraz sztukę odżywiania życia.
Na podstawie źródeł pisanych oraz fragmentów z innych grobów można stwierdzić, iż jedwab był dobrze ugruntowanym materiałem do sporządzania rękopisów wśród wczesnej chińskiej elity. Był on idealnym materiałem do zapisywania tekstów, zdolnym do przyjmowania dużej ilości tekstu i łączenia go z ilustracjami. Dokumenty z jedwabiu nie są jednak zbyt trwałe i jedyny inny zachowany rękopis o wartości porównywalnej z tekstami z Mawangdui to tzw. jedwabny rękopis z Chu, datowany na ok. 300 p.n.e. i zrabowany z innego grobu w tej samej prowincji. W rezultacie „niemal wszystko co wiemy o produkcji jedwabnych rękopisów w Chinach opiera się na jedwabnych rękopisach z Mawangdui”.

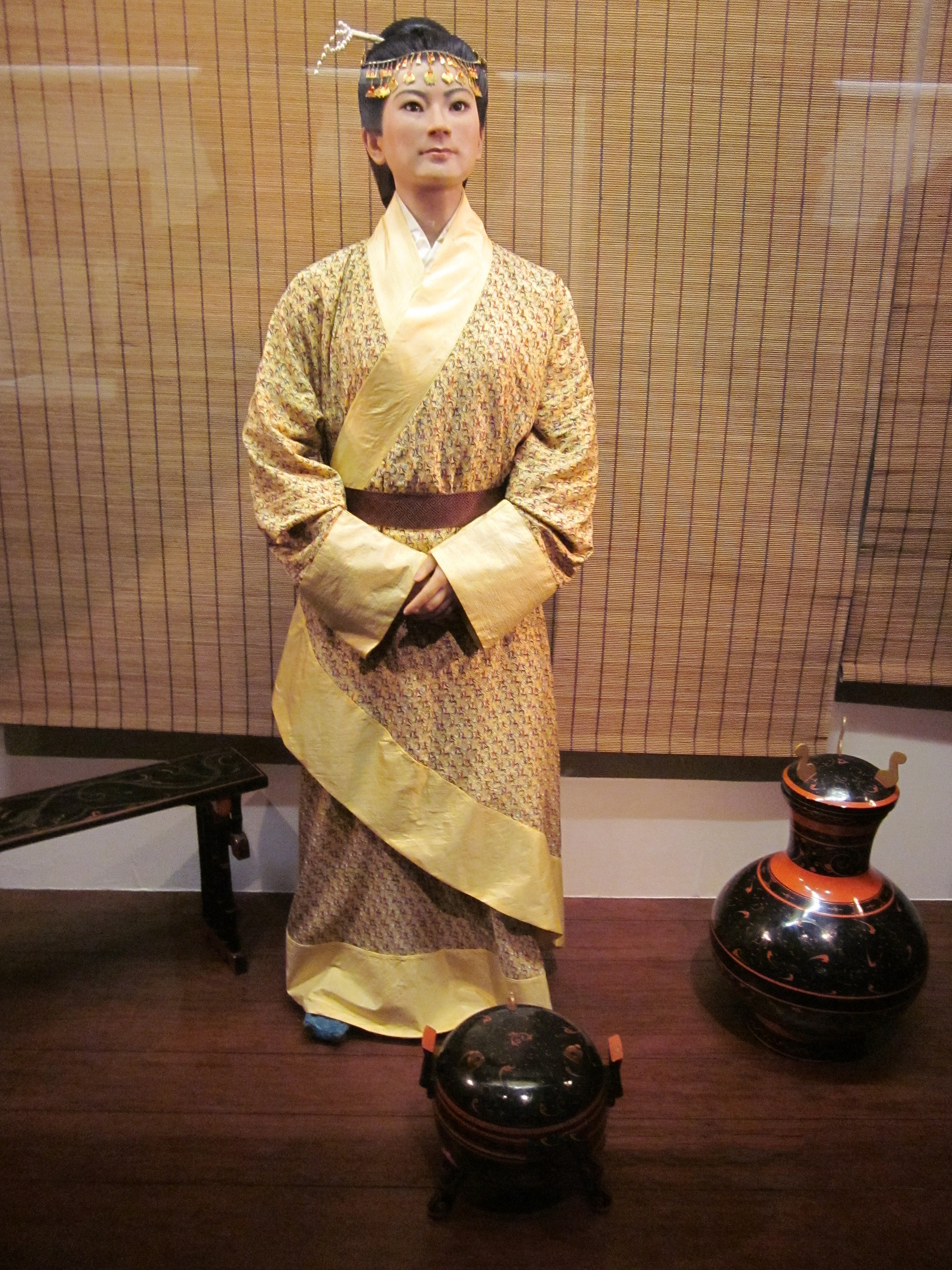
Rekonstrukcja Damy Dai zrobiona z wosku obok przedmiotów z laki
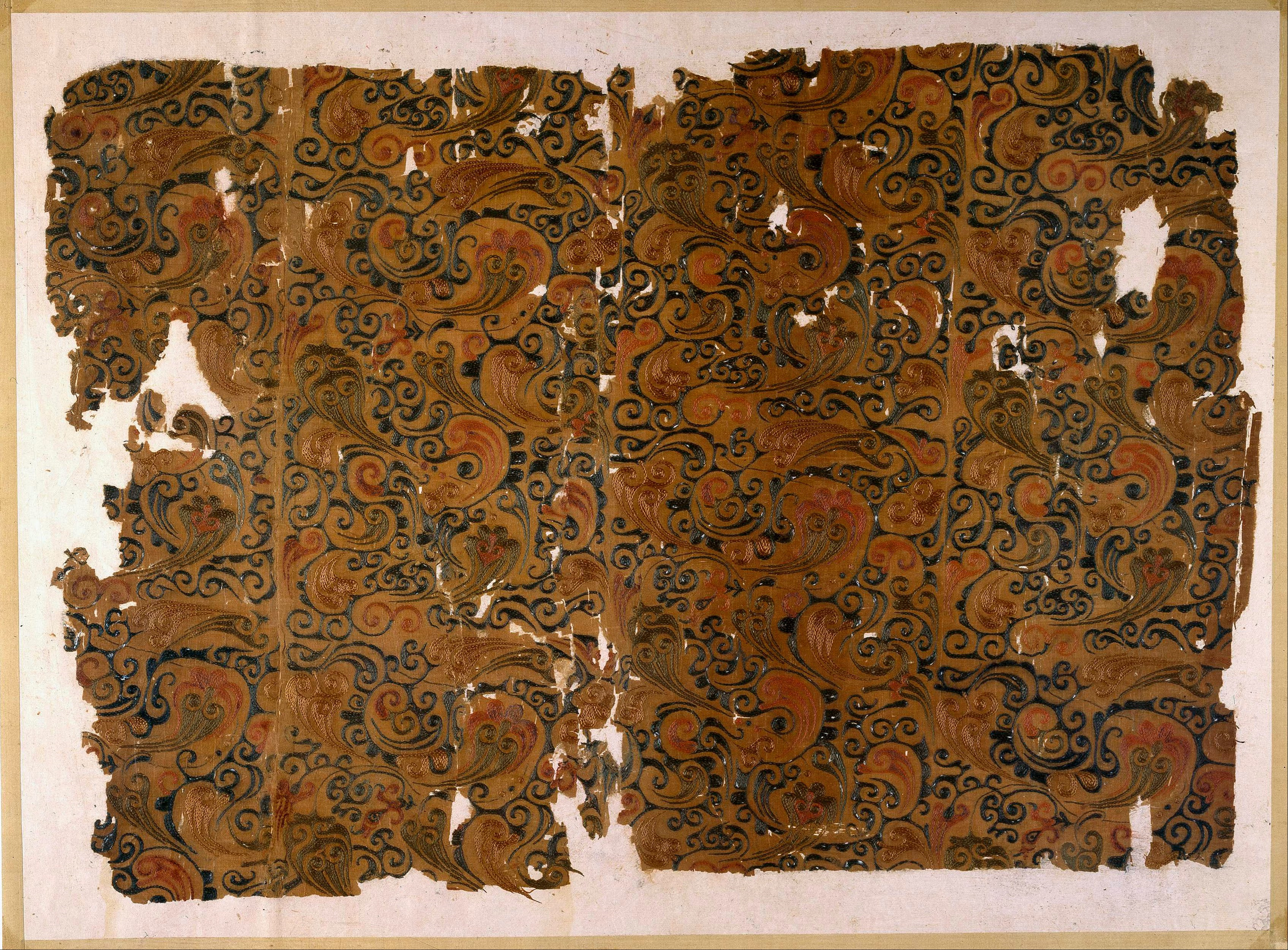
Haftowana tkanina z jedwabiu z motywem „długowieczności” (chang shou) z pierwszego grobu
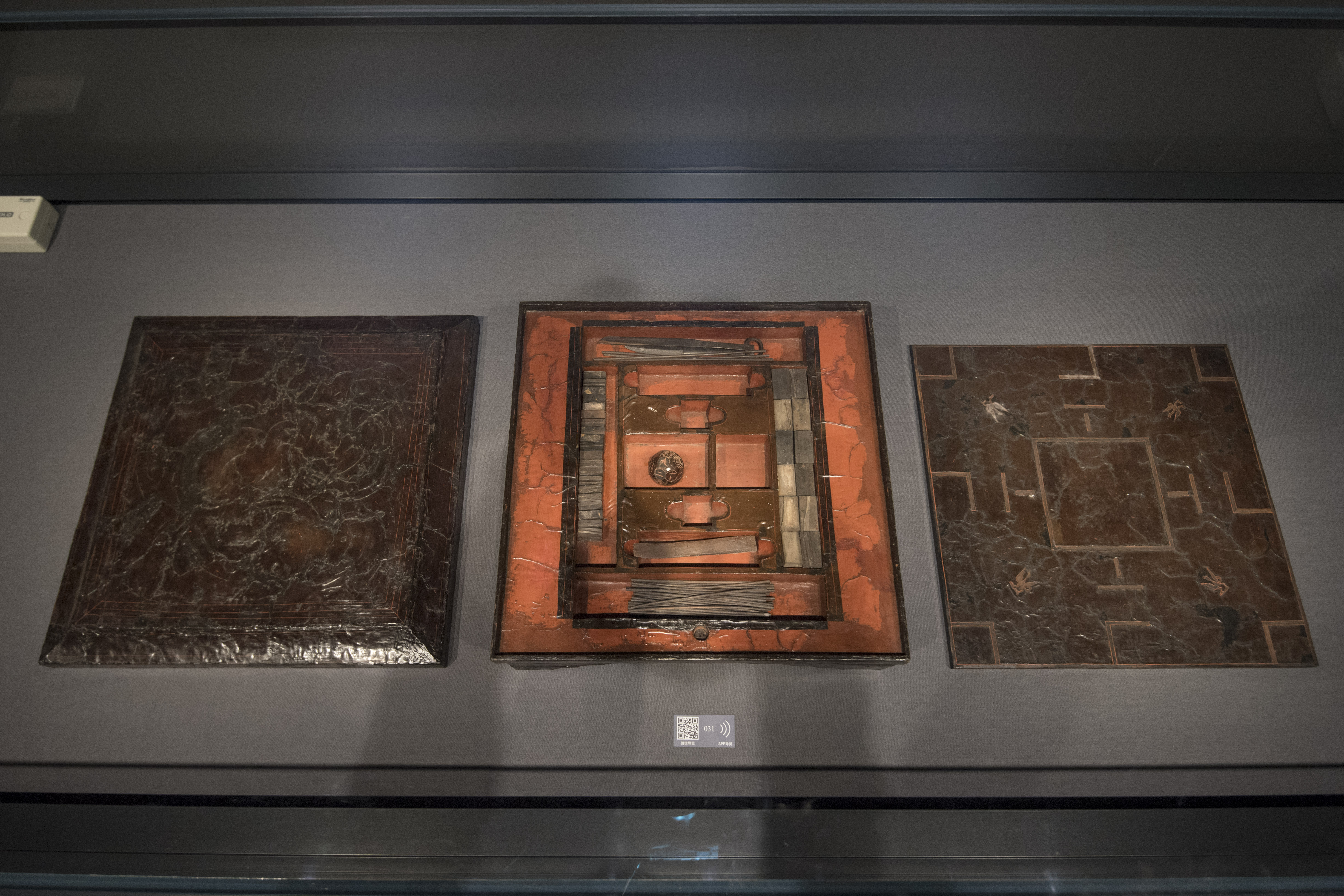
Kompletny zestaw do gry w liubo z trzeciego grobu
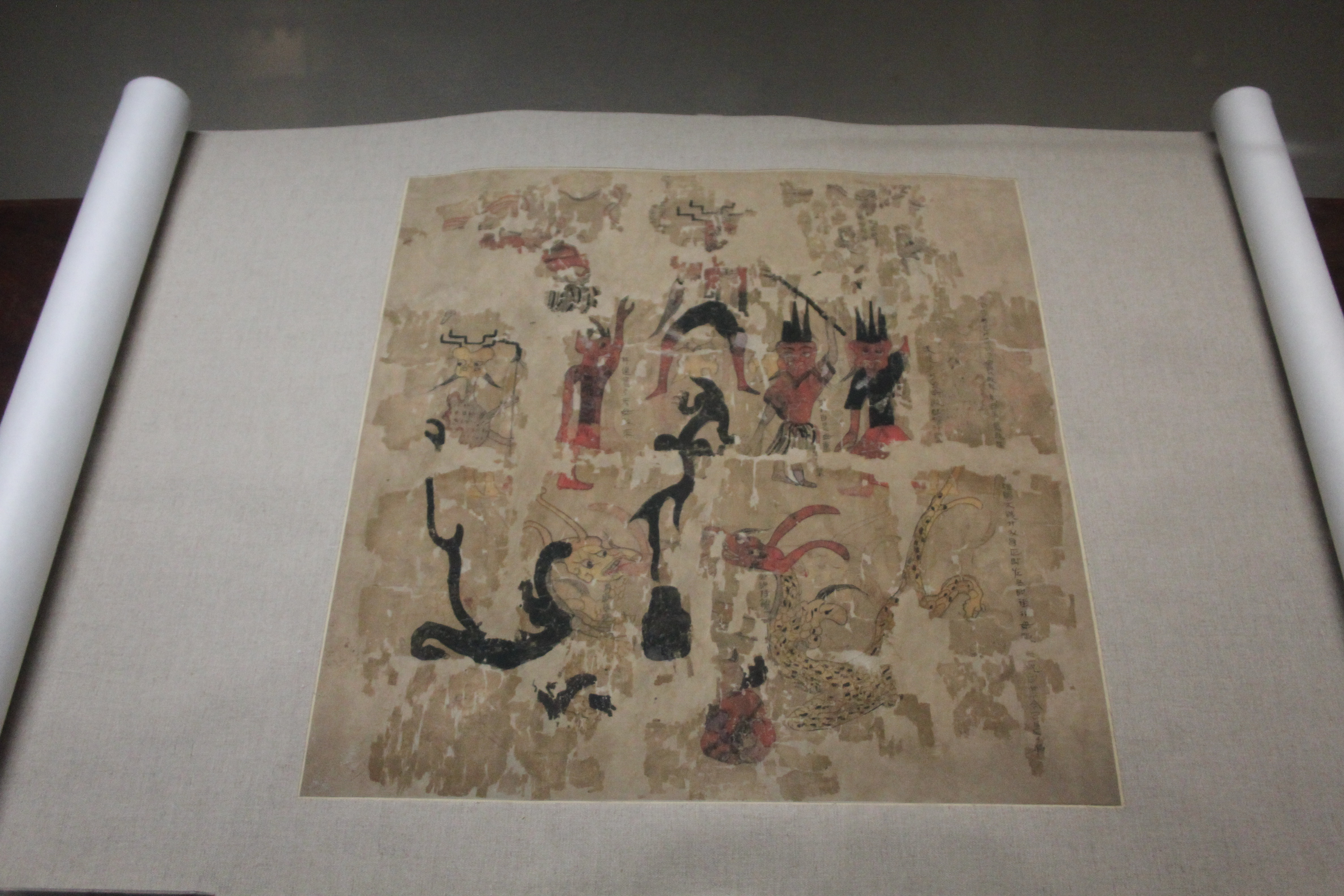
Obraz na jedwabiu z trzeciego grobu z Taiyi otoczonym przez inne bóstwa oraz inkantacją do Taiyi
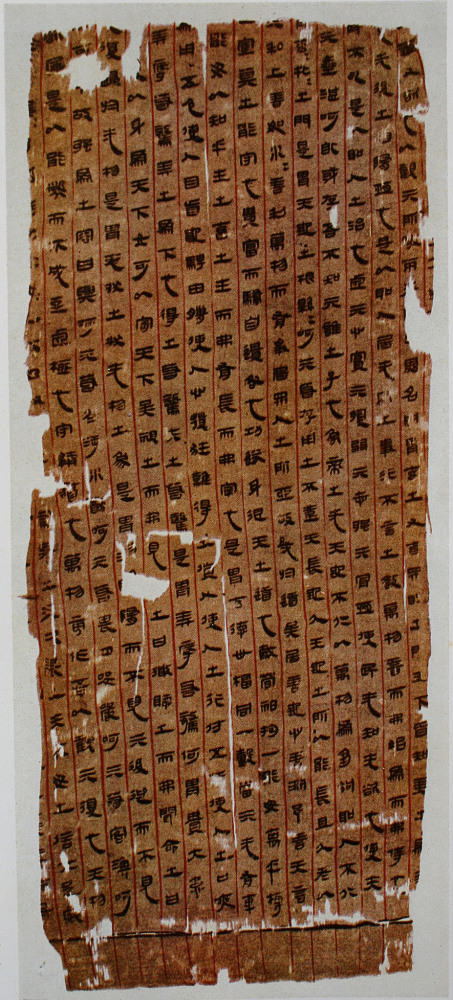
Fragment jedwabnego rękopisu Daodejing z trzeciego grobu